# Absorptionslänge
Die Absorptionslänge ist die Strecke in einem absorbierenden Ausbreitungsmedium, bei der die anfangs einfallende Strahlung bis auf einen festgelegten Rest absorbiert wurde.
Da die Absorption zumeist in einem exponentiellen Zusammenhang mit der Strecke steht, wird als geforderte Restgröße manchmal die Hälfte genommen (vgl. dazu etwa Halbwertszeiten für radioaktive Materialien). Zumeist wählt man aber 1/e (≈ 0,37) als natürlichere Größe im Zusammenhang exponentieller Betrachtungen. e ist dabei die Eulersche Zahl. Die Absorptionslänge ist im Allgemeinen material- und energieabhängig.